# Майка фіолетова
Майка фіолетова, або майка синя (Meloe violaceus) — вид жуків-нарвишників із підродини Meloinae. Поширений від Центральної та Південної Європи через Казахстан і Сибір до Примор'я, а також на Кавказі, в Ірані, Середній Азії та Афганістані. Мешкає в різних біотопах — від пустель до гір (на висоті до 3000 метрів), хоча більш рясний на степових схилах передгір'їв.
Дорослі особини (імаго) живляться на конюшині, кульбабі, анемоні, жовтці, ферулі тонкорозсіченій. Іноді шкодить сільськогосподарським культурам (харчові рослини). Личинки — є паразитами у симбіозі з бджолами Andrena, Anthophora, Panurgus. Довжина тіла дорослого представника 10-32 мм.

## Зовнішність

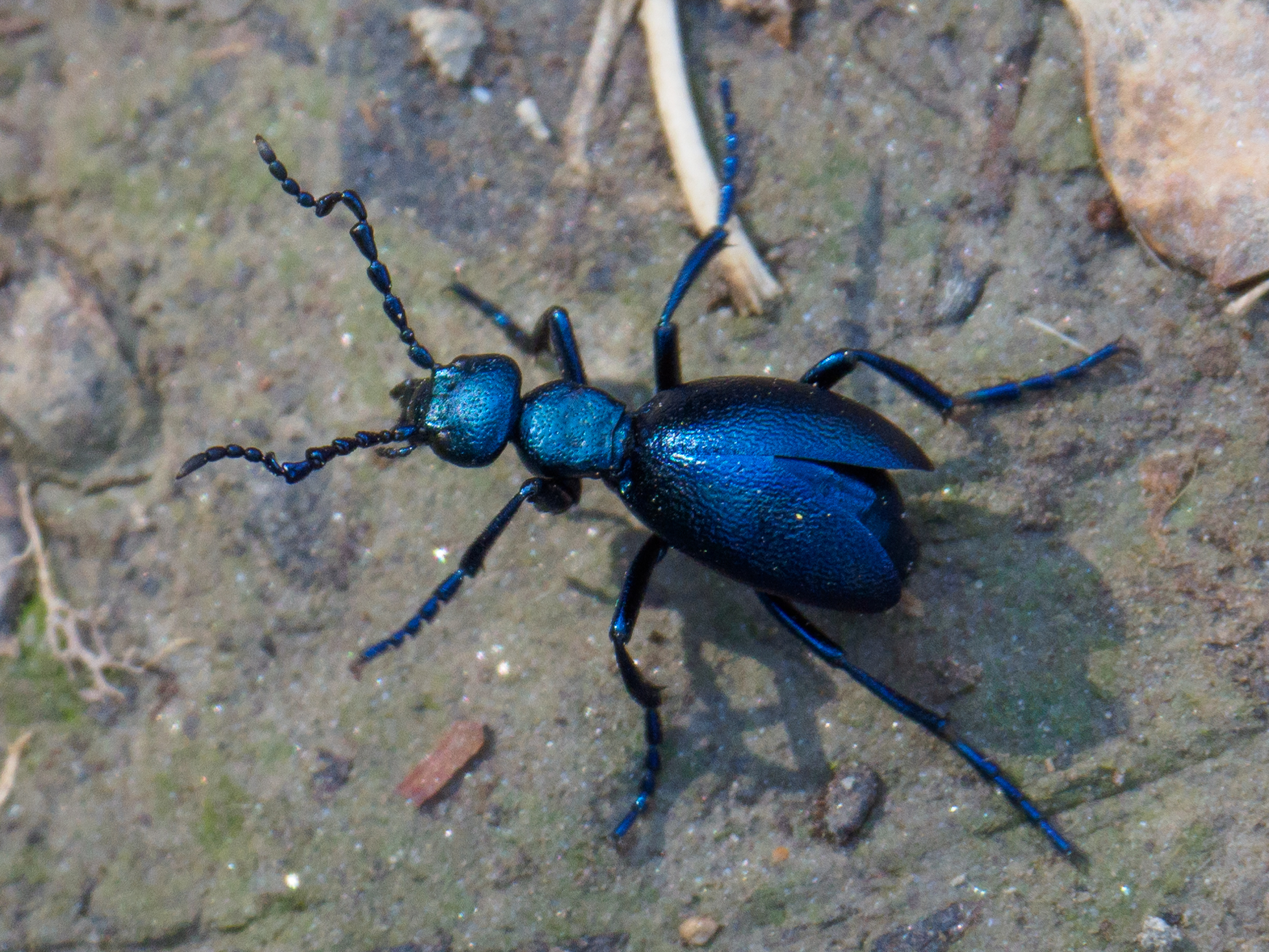
Майка фіолетова ♂: легко впізнати за вдавленим шийним щитком і зігнутими вусиками.

Ці жуки виростають завдовжки від 10 до 32 міліметрів, самиці трохи більші за самців. Голова цих комах велика і сильно стиснута. Задні крила повністю втягнуті, тому жуки не можуть літати. Тіло кремезне, від синього до фіолетово-синього, також інколи зустрічається чорно-синє забарвлення. Голова й шийний щиток дуже дрібно поцятковані з тьмяними плямами між ними. Ці частини тіла мають блискучість на відмінно від решти тіла. Верхні крила помітно коротші за черевце і сильно розходяться на кінці, при цьому — що досить незвично для надкрил жуків — вони перекриваються в основі. Вусики самців чітко зігнуті посередині.

### Схожі види
- Майка звичайна (Meloe proscarabaeus). У той час як у Майки фіолетової основа шийного щитка виїмчаста, у Майки звичайної вона пряма.[2]

## Поширеність
Ці комахи живуть на квітучих луках, лісових стежках та узліссях. Їх також можна знайти у відкритому підліску. Самиць можна побачити з квітня по липень на землі. У цей період вони риють ямки для відкладання яєць.
Жуки зустрічаються по всій Європі, а також на крайній півночі та на сході до Сибіру. Вони живуть на сонячних, сухих ділянках з квітучими рослинами, оскільки їхній спосіб життя залежить від бджіл.

### Палеарктика
- -  Португалія
  -  Іспанія
  -  Андорра
  -  Ірландія
  -  Велика Британія
  -  Франція
  -  Бельгія: Вид знаходиться під загрозою зникнення і тому охороняється в Бельгії.[4]
  -  Німеччина
  -  Швейцарія
  -  Ліхтенштейн
  -  Австрія
  -  Італія
  -  Данія
  -  Швеція
  -  Норвегія
  -  Фінляндія
  -  Естонія
  -  Латвія
  -  Литва
  -  Польща: У Польщі це найпоширеніший представник роду комах, які мешкають від низин до висот близько 1 500 м над рівнем моря.[5]
  -  Чехія
  -  Словаччина
  -  Угорщина
  -  Білорусь
  -  Україна
  -  Молдова
  -  Румунія
  -  Болгарія
  -  Хорватія
  -  Боснія і Герцеговина
  -  Чорногорія
  -  Сербія
  -  Албанія
  -  Північна Македонія
  -  Греція
  -  Росія (європейська частина)[6][7]
  - на континенті заходить на північ далеко за Полярне коло[5]

- - Північна Африка
    -  Марокко
    -  Алжир

- -  Грузія
  -  Азербайджан
  -  Вірменія
  -  Туреччина
  - Західний та Східний Сибір
  - Далекий Схід
  - ́ Казахстан
  -  Туркменістан
  -  Узбекистан
  -  Таджикистан
  -  Киргизстан
  -  Іран
  -  Індія (північ)[7]

## Спосіб життя
Це денні комахи, які живляться частинами рослин, що можна легко помітити за їхніми зеленими фекаліями. У разі небезпеки вони виділяють жовтий захисний секрет з колінних суглобів, щоб відлякувати небезпечних для них комах від себе, таких як мурахи або жуки. Цей секрет містить хімічну сполуку кантаридин, яка є токсичною для людини.
Після спарювання самиця відкладає від 2 000 до 10 000 яєць у вириту нею ж циліндричну нору. Личинки розвиваються шляхом гіперметаморфозу, тому різні личинкові стадії мають різну форму. З яєць вилуплюються трипалі личинки (triungulinus) довжиною близько трьох міліметрів. Вони підіймаються на квітку, де чіпляються за комаху, яка наближається до квітки, як за потенційну власницю, для якої вони будуть паразитом. Лише якщо вони впіймають одиноку дику бджолу (наприклад, піщану або волохату), у них є шанс вижити. Якщо личинка випадково обирає медоносну бджолу, ця личинка гине у вулику тієї бджоли. Цим пояснюється велика кількість відкладених яєць, оскільки рівень втрат буде теж великим. Ця стадія життєвого циклу є стадією розселення. Згодом личинки паразитують у гніздах своїх комах-господинь. З'ївши спочатку яйце, а потім нектарно-пилкову суміш з личинкового запасу бджоли, вони залишають її гніздо. Вони ще раз скидають шкіру і стають схожими на личинок, ледь рухливими, з втягнутими ногами. Ці личинки заляльковуються, і готовий жук вилуплюється з лялечки між березнем і травнем (Хрущ травневий).

## Короткі факти
- Для цього виду характерний гіперметаморфоз — своєрідне повне перетворення комах, при якому, крім звичайних стадій личинки, німфи та імаго, вони мають ще кілька інших, з великими відмінностями у зовнішньому вигляді та способі життя.
- Тіло дорослого Meloe violaceus має довжину 10-30 міліметрів (0,4-1,2 дюйма), самиці дещо більші за самців. Ці жуки чорно-сині або фіолетово-сині, голова і передня-спина дуже дрібно поцятковані, а надкрила значно коротші за черевце, як і в інших видів Meloinae.
- Дорослі особини живуть на сонячній, сухій ділянці з квітучими рослинами, живлячись пилком.
- У травні-червні самці викопують у ґрунті циліндричні ямки глибиною 20-30 міліметрів (0,8-1,2 дюйма), куди відкладають велику кількість яєць (близько 2 000-10 000).
- Приблизно через місяць з яєць з'являються личинки, які підіймаються на траву або квіти, чекаючи, щоб причепитися до грудей потенційних комах-хазяїв на яких вони паразитуватимуть, які наближаються в пошуках пилку або нектару.
- Личинки ведуть виключно паразитичний спосіб життя, переважно в гніздах бджіл-одиначок, а іноді й сарани. Якщо личинка випадково вибрала медоносну бджолу, личинка гине у вулику.
- Коли бджола-хазяїн відкладає яйця у свої комірки, личинка фіолетового квіткоїда першої стадії живиться яйцями бджоли, збільшується в об'ємі й стає личинкою другої стадії, яка продовжує свій розвиток, харчуючись медом і пилком. Личинка, пройшовши ще дві стадії, утворює німфу, а потім, імаго.